# Berberis virgetorum
Berberis virgetorum är en berberisväxtart som beskrevs av Camillo Karl Schneider. Berberis virgetorum ingår i släktet berberisar, och familjen berberisväxter. Inga underarter finns listade i Catalogue of Life.